# Opium (fanzine)
Pour les articles homonymes, voir Opium (homonymie).
Opium est un fanzine de bande dessinée québécoise publié de façon aléatoire au Cegep de Joliette au Québec (Canada) surtout au début des années 1980.

## Description du contenu
Le contenu du périodique Opium est principalement composé de bandes dessinées inédites. On y retrouve aussi des nouvelles de fiction inédites illustrées par des dessinateurs, des illustrations inédites, des caricatures et des poèmes des élèves du Collège.
Les collaborateurs sont tous d'origine canadienne et sont francophones.

## Historique
Le fanzine Opium, édité par les Services des activités socio-culturelles du Cegep de Joliette, est publié au Cegep d'octobre 1981 à mai 1984 pendant seize numéros. Il est fondé par Benoît Joly et Martin Laplante, alors élèves au Cegep. Les créateurs de bande dessinée et dessinateurs d'Opium sont tous des collégiens en majorité aux études en Arts plastiques. Pour la plupart d'entre eux, ce fanzine constitue l'occasion d'y faire leurs premières publications.
Plusieurs des créateurs d'Opium participeront à l'aventure du lancement du magazine Safarir quelques années plus tard et sont devenus des professionnels du dessin.

## Fiche technique
- Éditeur : Service des activités socio-culturelles du Cegep de Joliette ;
- Format : 22 x 28 cm ;
- Nombre de pages : variable (de 30 à 60) ;
- Type de papier : couverture légèrement cartonnée mat, intérieur papier ;
- Impression :  photocopies en noir et blanc ;
- Périodicité : aléatoire ;
- Numéro 1 : octobre 1981 ;
- Numéro 16 : mai 1984 (dernier numéro).

## Collaborateurs principaux
Quelques-uns de ces artistes travaillent sous un pseudonyme.

### Auteurs de bande dessinée
- Benjo (Benoît Joly) ;
- Gag (André Gagnon) ;
- Sylvain Lafond ;
- Martin Laplante ;
- Pierre Larocque ;
- Mario Modérie ;
- Pag (Marc Pageau) ;
- Suzanne Payette.